# Rat Park
Rat Park est une série d'études sur la toxicomanie menées à la fin des années 1970 et publiées entre 1978 et 1981 par le psychologue canadien Bruce K. Alexander et ses collègues de l'Université Simon Fraser en Colombie-Britannique, au Canada.
Au moment de ces études, les recherches explorant l'auto-administration de morphine chez les animaux utilisaient souvent de petites cages métalliques solitaires. Alexander a émis l'hypothèse que ces conditions pourraient être responsables de l'exacerbation de l'auto-administration. Pour tester cette hypothèse, Alexander et ses collègues ont construit Rat Park, une grande colonie d'habitation 200 fois la surface au sol d'une cage de laboratoire standard. Il y avait 16 à 20 rats des deux sexes en résidence, de la nourriture, des balles et des roues pour jouer et suffisamment d'espace pour l'accouplement. Les résultats de l'expérience semblaient étayer son hypothèse selon laquelle les conditions d'expérimentation affectent la consommation d'eau morphinique. Cette recherche a mis en évidence un problème important dans la conception des études d'auto-administration de morphine de l'époque, à savoir l'utilisation de conditions de vie austères, qui induisent les résultats.

## Expériences du Rat Park

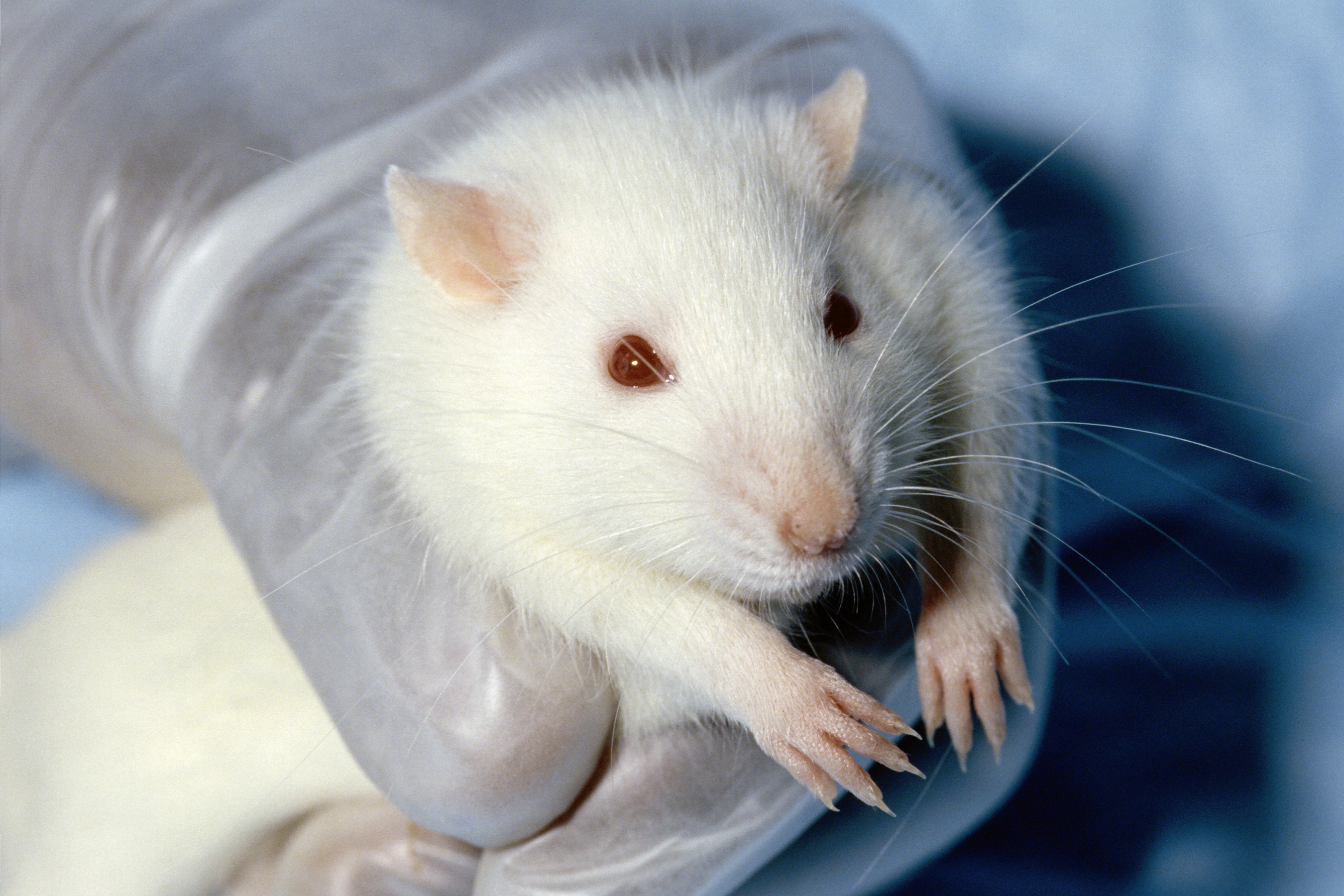
Un rat de laboratoire Wistar blanc

Dans Rat Park, les rats pouvaient boire un liquide de l'un des deux distributeurs de gouttes, qui enregistraient automatiquement la quantité de boisson de chaque rat. Un distributeur contenait une solution de morphine sucrée et l'autre de l'eau du robinet ordinaire. La solution de morphine a été édulcorée pour réduire la réaction indésirable au goût de la morphine. Pour contrôle, avant l'introduction de la morphine, les rats ont reçu à la place une solution de quinine sucrée.
Alexander a conçu un certain nombre d'expériences pour tester la volonté des rats de consommer la morphine. L'expérience de séduction a impliqué quatre groupes de 8 rats. Le groupe CC a été isolé dans des cages de laboratoire lorsqu'il a été sevré à l'âge de 22 jours et y a vécu jusqu'à la fin de l'expérience à l'âge de 80 jours ; Le groupe PP a été hébergé à Rat Park pendant la même période ; Le groupe CP a été déplacé des cages de laboratoire vers Rat Park à l'âge de 65 jours ; et le groupe PC a été déplacé hors de Rat Park et dans des cages à l'âge de 65 jours.
Les rats en cage (groupes CC et PC) ont pris la morphine instantanément, même avec relativement peu d'édulcorant, les mâles en cage buvant 19 fois plus de morphine que les mâles de Rat Park dans l'une des conditions expérimentales. Les rats de Rat Park ont résisté à l'eau morphinique. Ils l'essayaient occasionnellement - les femmes l'essayaient plus souvent que les hommes - mais ils montraient une préférence statistiquement significative pour l'eau ordinaire. Il écrit que le groupe le plus intéressant était le groupe CP, les rats qui ont été élevés dans des cages mais qui ont déménagé à Rat Park avant le début de l'expérience. Ces animaux ont rejeté la solution de morphine lorsqu'elle était plus forte, mais à mesure qu'elle devenait plus sucrée et plus diluée, ils ont commencé à boire presque autant que les rats qui avaient vécu dans des cages tout au long de l'expérience. Ils voulaient de l'eau douce, a-t-il conclu, tant qu'elle ne perturbait pas leur comportement social normal. Encore plus significatif, écrit-il, c'est que lorsqu'il a ajouté de la naloxone, un médicament qui annule les effets des opioïdes, à l'eau additionnée de morphine, les rats de Rat Park ont commencé à la boire.
Dans une autre expérience, il a forcé des rats dans des cages de laboratoire ordinaires à consommer la solution contenant de la morphine pendant 57 jours sans autre liquide à boire. Lorsqu'ils ont emménagé à Rat Park, ils ont été autorisés à choisir entre la solution de morphine et l'eau ordinaire. Ils ont bu de l'eau pure. Il écrit qu'ils montraient des signes de dépendance. Il y avait « quelques signes mineurs de sevrage, des contractions musculaires, etc. mais il n'y avait aucune des crises mythiques et des sueurs dont vous entendez si souvent parler... » 
Les auteurs ont conclu que les cages isolées, ainsi que le sexe féminin, provoquaient une augmentation de la consommation de morphine. Les auteurs ont indiqué qu'il est important de tenir compte des conditions de test, ainsi que du sexe des animaux, lors de l'exploration de l'auto-administration de morphine.

## Expériences complémentaires
Les études qui ont suivi sur l'influence sur la dépendance de l'enrichissement environnemental ont produit des résultats mitigés. Une étude de réplication a révélé que les rats en cage et «park» montraient une préférence réduite pour la morphine par rapport à l'étude originale d'Alexandre ; l'auteur a suggéré une raison génétique à la différence initialement observée par Alexander. Une autre étude a révélé que si l'isolement social peut influencer les niveaux d'auto-administration d'héroïne, l'isolement n'est pas une condition nécessaire pour que les injections d'héroïne ou de cocaïne se renforcent.
D'autres études ont renforcé l'effet de l'enrichissement environnemental sur l'auto-administration, comme celle qui a montré qu'il réduisait le rétablissement du comportement de recherche de cocaïne chez les souris par des signaux (mais pas si ce rétablissement était induit par la cocaïne elle-même)  et une autre qui a montré qu'on peut éliminer les comportements liés à la dépendance précédemment établis. De plus, il a été démontré que le retrait des souris des environnements enrichis augmente la vulnérabilité à la dépendance à la cocaïne  et l'exposition à des environnements complexes au cours des premières étapes de la vie a produit des changements spectaculaires dans le système de récompense du cerveau qui ont entraîné une réduction des effets de la cocaïne.
D'une manière générale, il est de plus en plus évident que les environnements de petites cages appauvries qui sont la norme pour le logement des animaux de laboratoire ont une influence indue sur le comportement et la biologie des animaux de laboratoire. Ces conditions peuvent compromettre à la fois une prémisse de base de la recherche biomédicale - à savoir que des animaux témoins sains sont en bonne santé - et la pertinence de ces types d'études animales pour les conditions humaines.

## Critiques

### Reproduction
Bruce Petrie (1996), un étudiant diplômé d'Alexander, a tenté de reproduire l'étude et de corriger les études originales sur 20 rats en utilisant deux méthodes différentes pour mesurer la consommation de morphine entre les conditions (ce qui avait introduit une confusion potentielle). L'étude n'a pas été en mesure de reproduire les résultats, et l'auteur a suggéré que les différences de souche entre les rats utilisés par le groupe de recherche d'Alexandre pourraient en être la raison.
Il y a eu peu d'intérêt ultérieur à reproduire les études en raison de plusieurs problèmes méthodologiques présents dans les originaux. Les problèmes comprenaient le petit nombre de sujets utilisés, l'utilisation de la morphine orale, qui n'imite pas les conditions réelles d'utilisation (et introduit une confusion en raison de l'amertume de la morphine), et la mesure de la consommation de morphine, qui différait selon les conditions. Parmi les autres problèmes, citons les pannes d'équipement, la perte de données et la mort de rats. Cependant, certains chercheurs ont montré un intérêt pour la reproduction « conceptuelle » pour continuer à explorer la contribution de l'enrichissement environnemental et social à l'addiction.

### Interprétation médiatique
En 2015, le journaliste Johann Hari a inclus l'expérience dans une conférence TED de 15 minutes sur le rôle du lien social dans la dépendance. La chaîne YouTube Kurzgesagt a "simplifié à l'extrême" le point de vue de Hari selon lequel "la dépendance est purement psychologique et basée sur les circonstances de la vie de l'individu" dans une vidéo. Après de nombreuses critiques, Kurzgesagt a retiré la vidéo, affirmant que, même si elle n'était pas fausse, elle aurait dû être plus équilibrée.